# Partycypacja obywatelska
Partycypacja obywatelska – zespół działań i metod uczestnictwa obywateli w określaniu i rozwiązywaniu własnych problemów. Podstawą partycypacji jest uznanie legalności wybranej demokratycznie władzy i partnerstwo władz z grupami i organizacjami mieszkańców. Opiera się ona również na założeniu, że udział obywateli w zarządzaniu demokratycznym państwem nie powinien być ograniczony wyłącznie do udziału w wyborach (demokracja uczestnicząca).

## Kroki w rozwoju zasad obywatelskiego uczestnictwa
1. Podstawa: Informacja (władza mówi do obywateli)
2. Krok I: Opozycja (obywatele wyrażają sprzeciw)
3. Krok II: Odpowiedzi (władza wyjaśnia obywatelom)
4. Krok III: Konsultacje (władza wysłuchuje obywateli)
5. Krok IV: Partnerstwo (obywatele razem z władzami)
6. Szczyt: Samozarządzanie (obywatele załatwiają swoje własne sprawy)

W sprawnie działającym państwie demokratycznym (zob. wskaźnik demokracji) aktywni obywatele sami określają, co dla nich stanowi największy problem i w jaki sposób byłoby najlepiej go rozwiązać. Zadaniem władz jest wspomożenie ich w realizacji zadania.
Partycypacja obywatelska zaczyna się tam, gdzie władze konsultują rozwiązanie problemu z obywatelami przed podjęciem decyzji.
Problem roszczeniowej obojętności
Skłonność członków grup społecznych do partycypacji obywatelskiej jest zależna od pochodzenia klasowego (pozycji w strukturze społecznej). Zaobserwowano zjawisko świadomego „wychowywania klas niższych do bierności”. Obywatele ulegający tym wpływom zaczynają zadowalać się świadomością, że wybór korzystnych decyzji w sprawach publicznych należy do partii politycznych (według Jürgena Habermasa przejawiają „roszczeniową obojętność”). Sprzyja temu sytuacja, w której merytoryczną debatę o rozwiązaniach politycznych, proponowanych przez partie rywalizujące o głosy wyborców, zastępuje prezentacja zamiarów tych partii niezdecydowanym wyborcom (manipulacja ich emocjami).
Rozwój uczestnictwa obywateli w kształtowaniu stosunków w państwie zapewniają te media, które są zdolne skłaniać polityków, socjologów, ekonomistów, etyków i in. specjalistów do jawnych debat w ważnych sprawach, przypominających np. debaty oksfordzkie. Publikacja przebiegu takich debat umożliwia obywatelom wyrobienie sobie opinii o kompetencjach uczestników dyskusji (wiarygodności przedstawianych argumentów) oraz sprecyzowanie własnego stanowiska w kontrowersyjnych sprawach (zob. też edukacja medialna).

## Zakres spraw podlegających partycypacji
- zagospodarowanie przestrzenne
- komunikacja
- ekologia
- bezpieczeństwo
- wizja i przyszłość
- problemy społeczne (bieda, bezrobocie)

## Techniki partycypacyjne
- konsultacje społeczne
- dostęp do informacji publicznej
- referendum
- obywatelska inicjatywa ustawodawcza
- kontakt z radnym, prezydentem
- składanie wniosków, petycji
- pośrednie ciała przedstawicielskie